# Mocho-perlado
Mocho-pigmeu-perlado ou mocho-perlado (Glaucidium perlatum) é uma espécie de ave da família Strigidae. Pode ser encontrado na África do Sul, Angola, Benim, Botsuana, Burkina Faso, Burundi, Camarões, República Centro-Africana, Chade, República Democrática do Congo, Costa do Marfim, Eritreia, Etiópia, Gâmbia, Gana, Guiné, Guiné-Bissau, Libéria, Maláui, Mali, Mauritânia, Moçambique, Namíbia, Níger, Nigéria, Quênia, Ruanda, Senegal, Somália, Sudão do Sul, Sudão, Suazilândia, Tanzânia, Togo, Uganda, Zâmbia e Zimbábue.